# Ed Sullivan
Edward Vincent (Ed) Sullivan (New York, 28 september 1901 – aldaar, 13 oktober 1974) was een Amerikaanse entertainer en televisiepersoonlijkheid, die grote bekendheid verwierf als presentator van The Ed Sullivan Show. Dit variétéprogramma genoot zijn grootste populariteit in de jaren vijftig en zestig. Door CBS werden er in totaal 1087 afleveringen van uitgezonden, die ieder 60 minuten duurden. 
Sullivan, een voormalig bokser, was oorspronkelijk een sportverslaggever en schreef daarnaast ook artikels over theaterstukken. Naast zijn jarenlange televisiewerk verscheen hij ook af en toe op het grote scherm. Zo speelde hij zichzelf in de film Bye Bye Birdie.

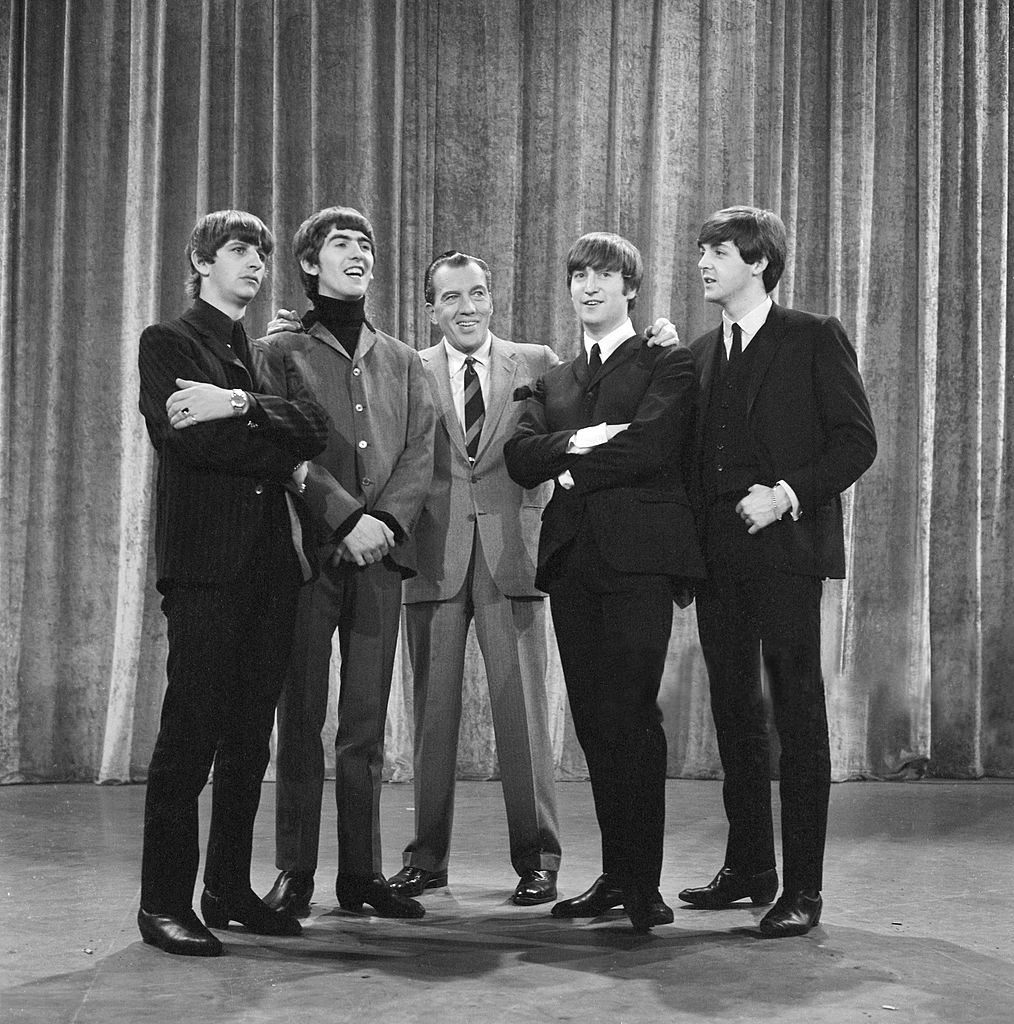
Ed Sullivan met The Beatles (1964)

Vanaf 1948 presenteerde hij de wekelijkse Late Night Show op zondagavond, waar in de loop van de tijd grote namen optraden zoals Elvis Presley, The Rolling Stones en The Beatles. Voor vele artiesten betekenden deze optredens ook een sprong naar bekendheid bij het grote publiek, onder wie Diana Ross met The Supremes en The Jackson 5. Ook The Doors, Janis Joplin en Bob Dylan kregen er een platform. 
Sullivan trouwde in 1930 met Sylvia Weinstein, met wie hij één kind had. Daarvoor was hij tot haar overlijden in 1927 verloofd met zwemster Sybil Bauer. Sullivan stierf op 73-jarige leeftijd aan keelkanker. Sullivan kreeg een ster in de Hollywood Walk of Fame.
In New York is het Ed Sullivan Theater naar hem vernoemd. Dit theater was het decor van The Ed Sullivan Show. Van 1993 tot 2015 was het de thuisbasis van The Late Show met David Letterman. Diens opvolger Stephen Colbert gebruikt het theater sinds 2015.